# Вашоватий (річка)
Вашова́тий, Вошуватий — річка (потічок) в Україні, у  Тячівському районі Закарпатської області. Ліва притока Тересви (басейн Дунаю). 
На потічку Вашоватий і його притоках розташовані Вишоватські водоспади.

## Опис
Довжина річки приблизно 6 км. Формується з багатьох безіменних струмків.

## Розташування
Бере початок на заході від гірської вершини Дарола. Тече переважно на північний захід через село Вишоватий і впадає у річку Тересву, праву притоку Тиси.